# دافيد كولكسار
دافيد كولكسار (بالمجرية: Kulcsár Dávid)‏ هو لاعب كرة قدم مجري في مركز الوسط، ولد في 25 فبراير 1988 في ميشكولتس في المجر. شارك مع منتخب المجر تحت 21 سنة لكرة القدم. أما مع النوادي، فقد لعب مع نادي فاساس ونادي فيرينتسفاروشي.

## وصلات خارجية
- دافيد كولكسار على موقع قاعدة بيانات كرة القدم.إي يو (الإنجليزية)
- دافيد كولكسار على موقع Soccerway.com (الإنجليزية)
- دافيد كولكسار على موقع عالم كرة القدم.نت (الإنجليزية)